# Quintana y Congosto
Quintana y Congosto ist ein nordspanischer Ort und eine Gemeinde (municipio) mit 416 Einwohnern (Stand: 2024) im Süden der Provinz León in der Autonomen Gemeinschaft Kastilien-León. Neben dem gleichnamigen Hauptort gehören die Ortschaften Herreros de Jamuz, Palacios de Jamuz, Quintanilla de Flórez, Tabuyuelo de Jamuz und Torneros de Jamuz zur Gemeinde.

## Lage und Klima
Quintana y Congosto liegt etwa 60 Kilometer südwestlich von León in einer Höhe von etwa 815 m am Jamuz. Das Klima ist gemäßigt bis warm; Regen (ca. 551 mm/Jahr) fällt überwiegend im Winterhalbjahr.

## Bevölkerungsentwicklung
| Jahr      | 1970 | 1981 | 1991 | 2001 | 2011 | 2021 |
| Einwohner | 1579 | 1066 | 1005 | 775  | 499  | 417  |

## Wirtschaft
An erster Stelle im Wirtschaftsleben der Gemeinde steht traditionell die ursprünglich zur Selbstversorgung betriebene Landwirtschaft. Auf den Feldern wurden Weizen, Gerste, Wein etc. kultiviert; die Hausgärten lieferten Gemüse und Kartoffeln. 

## Sehenswürdigkeiten
- Kirche Darstellung des Herrn (Iglesia de las Candelas)
- Kirche von Tabuyuelo de Jamuz

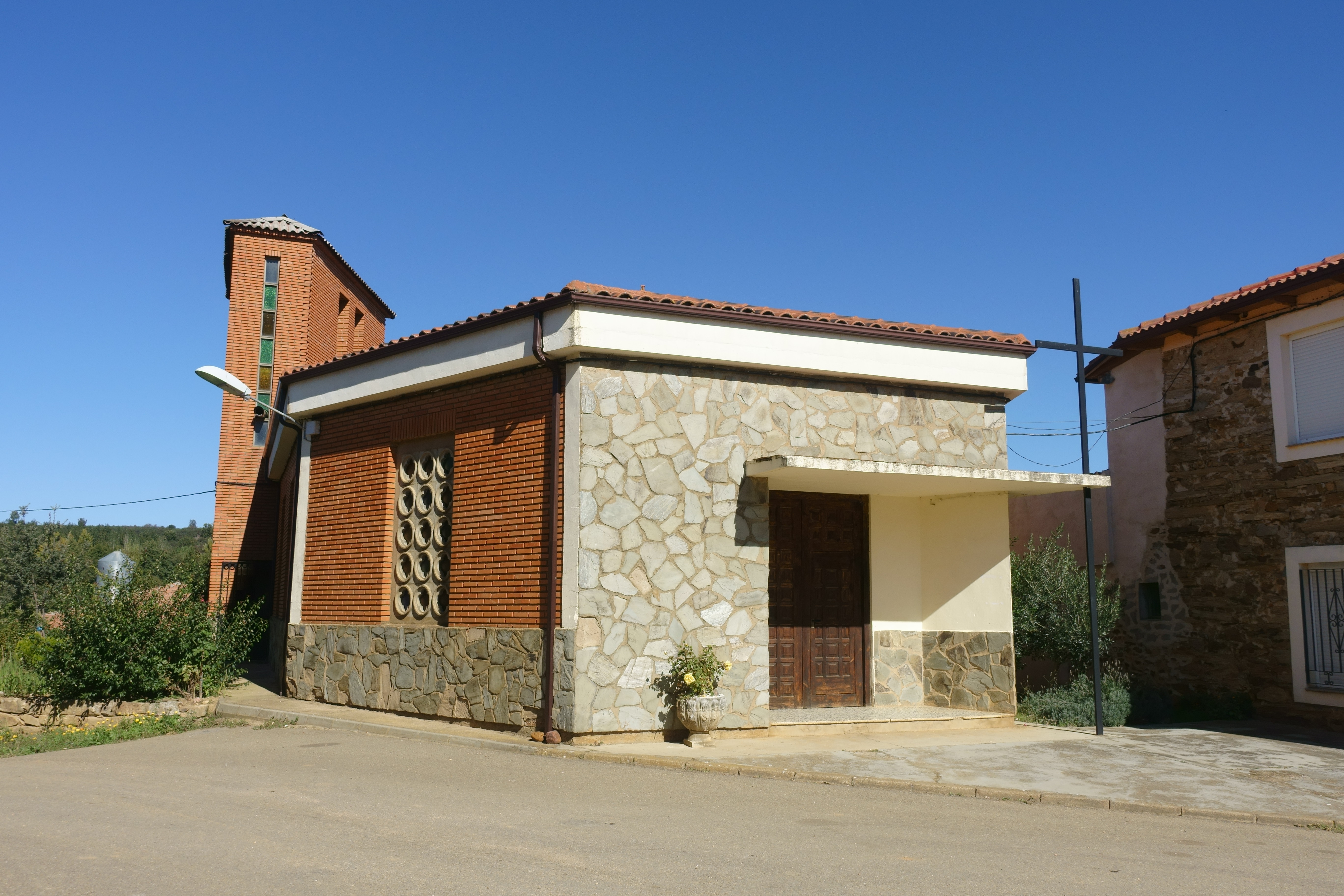
Kirche Darstellung des Herrn
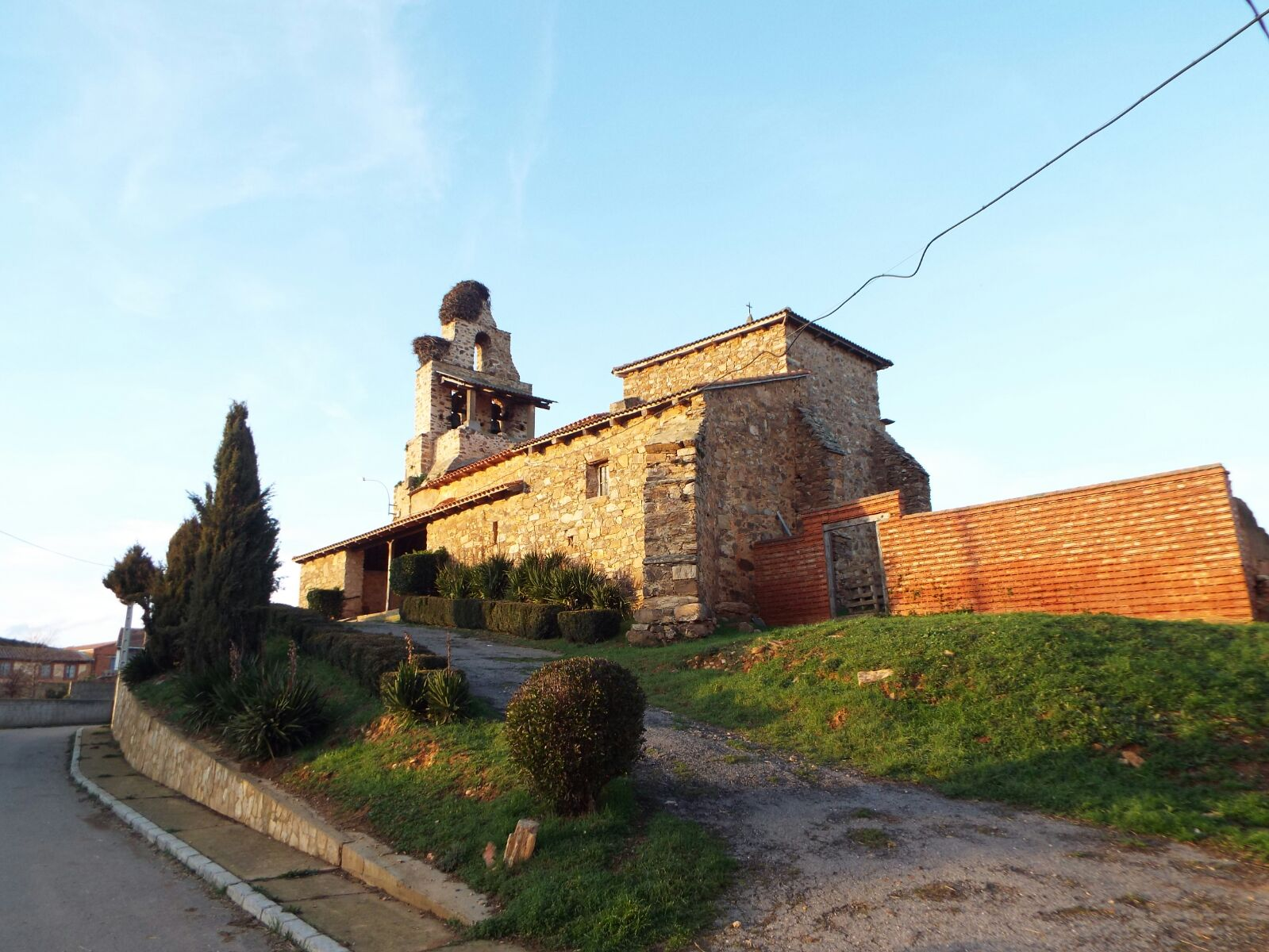
Kirche von Tabuyuelo de Jamuz
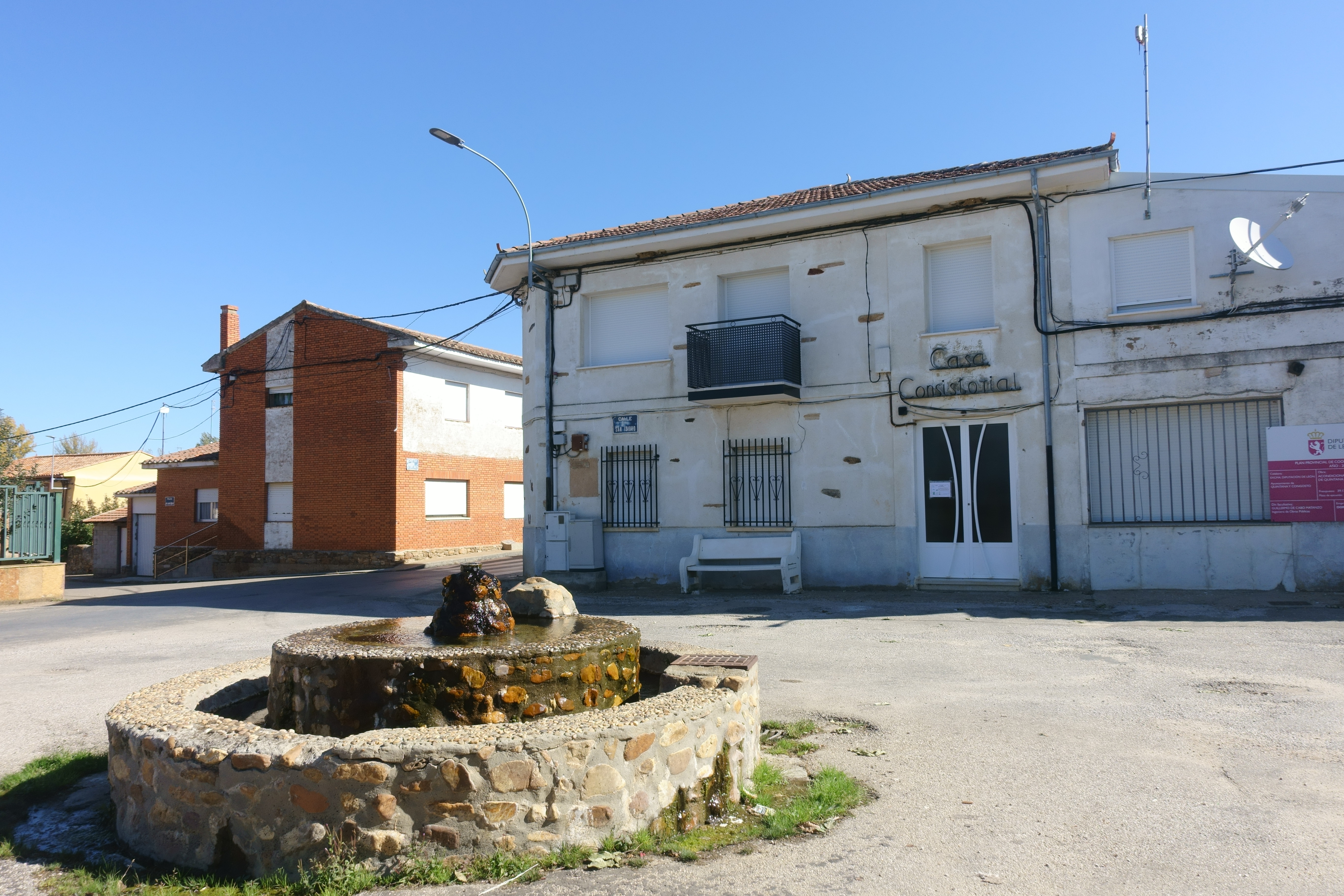
Rathaus